# Reuben Noble-Lazarus
Reuben Courtney Noble-Lazarus (* 16. August 1993 in Huddersfield) ist ein englischer Fußballspieler auf der Position eines Stürmers und Linksaußen. Im Alter von 15 Jahren und 45 Tagen kam er als jüngster Spieler in der Geschichte der Football League zu seinem ersten Ligaeinsatz.

## Karriere
Noble-Lazarus spielte bereits als Zwölfjähriger in der U-18-Mannschaft des FC Barnsley und erzielte wenige Tage vor seinem Debüt in der Profimannschaft des Klubs alle drei Treffer bei einem 3:2-Sieg der U-18 gegen Sheffield United. Er debütierte am 30. September 2008 bei der 0:3-Niederlage gegen Ipswich Town, als er in der 84. Minute eingewechselt wurde.
Noble-Lazarus löste damit die bisherigen Rekordhalter Albert Geldard (1929 für Bradford Park Avenue) und Ken Roberts (1951 für Wrexham) ab, die im Alter von 15 Jahren und 158 Tagen ihr Pflichtspieldebüt gaben. Eine Woche später kam er auch im Ligaheimspiel beim 4:1-Sieg gegen die Doncaster Rovers kurz vor Spielende zum Einsatz.